# Lambinowice
 (juillet 2008).
Si vous disposez d'ouvrages ou d'articles de référence ou si vous connaissez des sites web de qualité traitant du thème abordé ici, merci de compléter l'article en donnant les références utiles à sa vérifiabilité et en les liant à la section « Notes et références ».
Le camp de prisonniers de Lamsdorf était situé en Haute-Silésie en l'Allemagne d'avant 1945, dans le village de Lamsdorf qui s'appelle aujourd'hui Łambinowice dans le voïvodie Opolskie à l'ouest de la ville d'Opole (Pologne). Il s'agissait de l'un des plus grands camps de prisonniers de la Seconde Guerre mondiale où des prisonniers de nombreuses nationalités ont été internés.

## Histoire

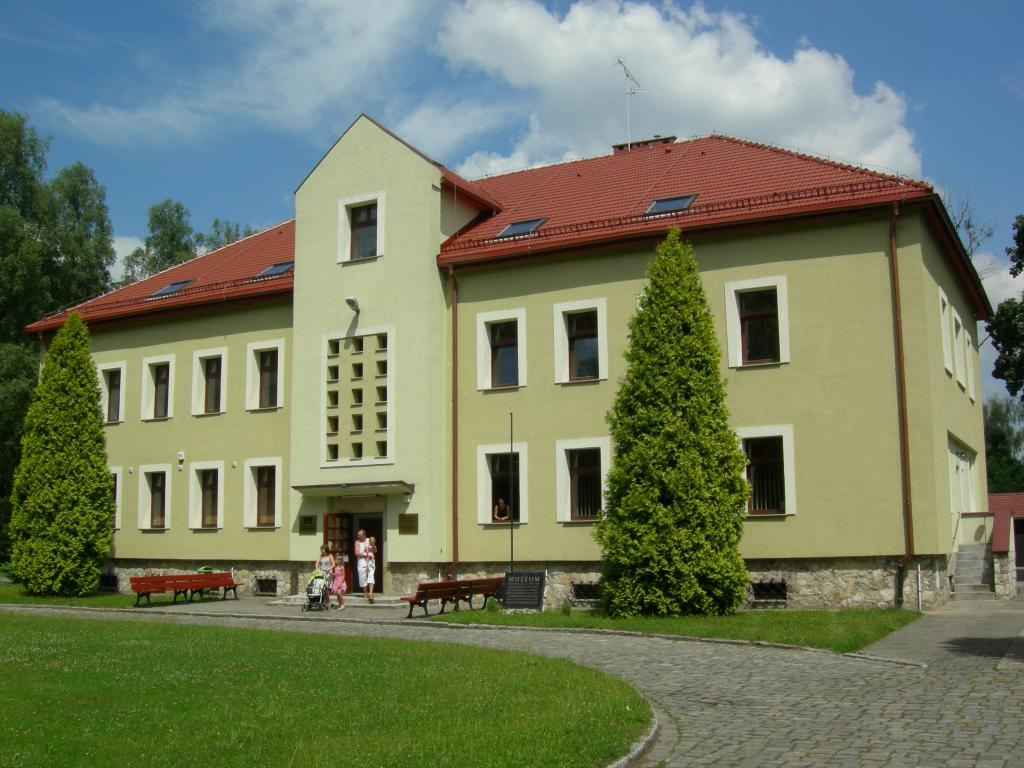
Musée du camp de Łambinowice - Lamsdorf.

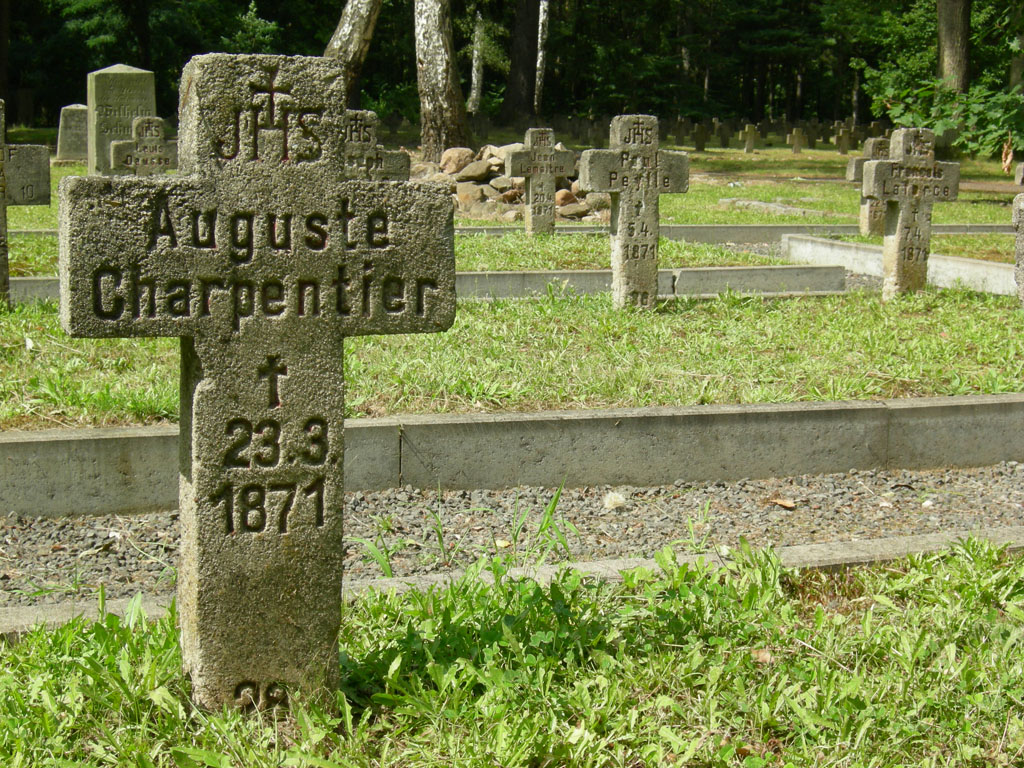
Cimetière des prisonniers français de la guerre de 1870.

À l'origine, les Prussiens avaient établi un camp d'artillerie à côté de la petite localité de Lamsdorf en 1864.
Lors de la guerre franco-prussienne de 1870, le camp fut transformé en camp de prisonniers pour accueillir les prisonniers de guerre français. Entre 3 500 et 4 000 Français furent internés à Lamsdorf. En date de 2008, un carré français dans le grand cimetière du camp abrite la tombe de 52 soldats français morts en détention.
Durant la Première Guerre mondiale, 90 000 soldats séjournèrent dans le camp et 6 300 d'entre eux moururent et furent enterrés dans le cimetière.
Au cours de la Seconde Guerre mondiale, les nazis organisèrent à Lamsdorf l'un des plus grands camps de prisonniers avec les Stalag VIII-B, 318/VIII-F et 344. Stalag VIII signifie camp de prisonniers de la 8e région militaire. Environ 300 000 prisonniers furent détenus durant cette période dont 200 000 soldats russes.
La majorité des prisonniers étaient utilisés comme main-d'œuvre dans des Arbeitskommandos qui alimentèrent comme travailleurs gratuits la région silésienne, ils étaient employés notamment dans l'agriculture et dans les mines. 40 000 prisonniers russes sont enterrés dans des fosses communes au nord du camp sur la localité de Szadurczyce.
Le camp fut libéré par l'Armée rouge en mars 1945. De 1945 à 1946 fut établi le camp de travail de Łambinowice où des citoyens allemands formèrent l'essentiel la population détenue.
C'est vers 1860 que les Prussiens construisirent le premier camp appelé Lager I qui abrita le régiment d'artillerie. Durant les guerres de 1870 et celle du premier conflit mondial, le camp abrita les prisonniers de ces guerres. Durant l'entre-deux-guerres, les bâtiments du camp Lager I abritèrent des populations d'Allemands rapatriés qui se retrouvèrent en territoire polonais après la proclamation de la république de Pologne en 1918. Durant la Seconde Guerre mondiale, Lager I servit de centre administratif et économique pour la gestion des camps, puis fut géré par les Polonais après cette guerre.
Dans le grand cimetière situé à l'est du camp sont enterrés des prisonniers des trois guerres, ainsi que des civils de plusieurs nationalités (Français, Allemands, Roumains, Serbes, Russes, Britanniques, Italiens et Yougoslaves, entre autres).
Lors du premier conflit mondial, des prisonniers de guerre français issus des anciennes colonies d'Afrique du Nord et d'Afrique sub-saharienne furent emprisonnés à Lamsdorf.
Durant la Deuxième Guerre mondiale, le camp était géré par la Wehrmacht.

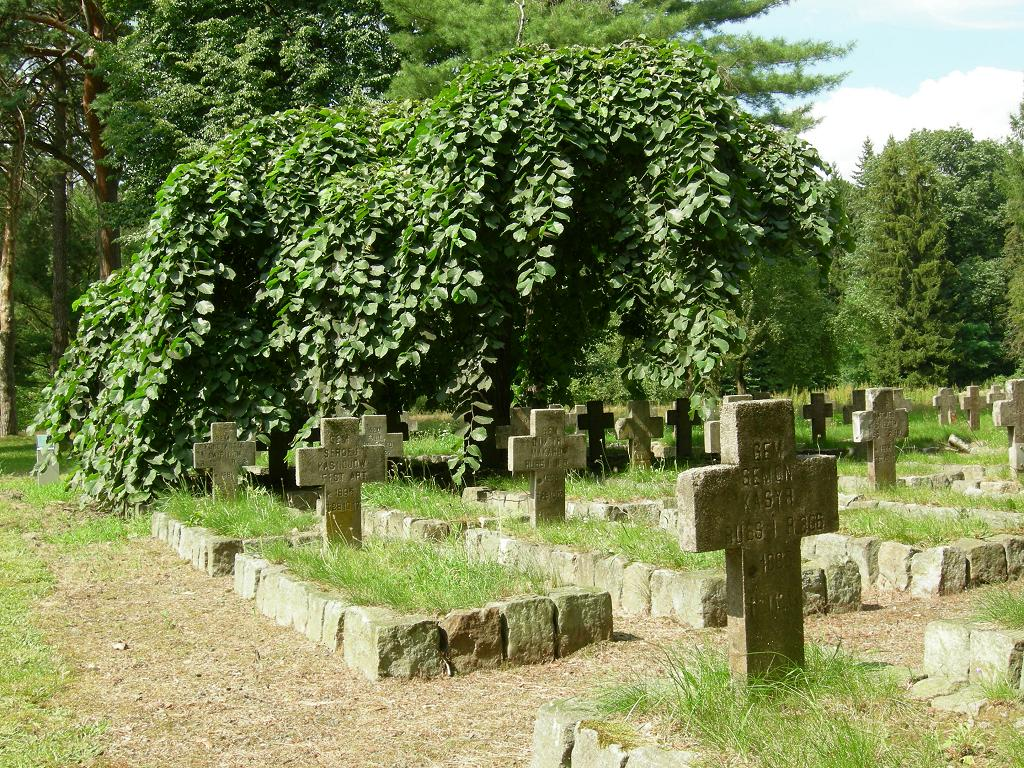
Cimetière de prisonniers russes.
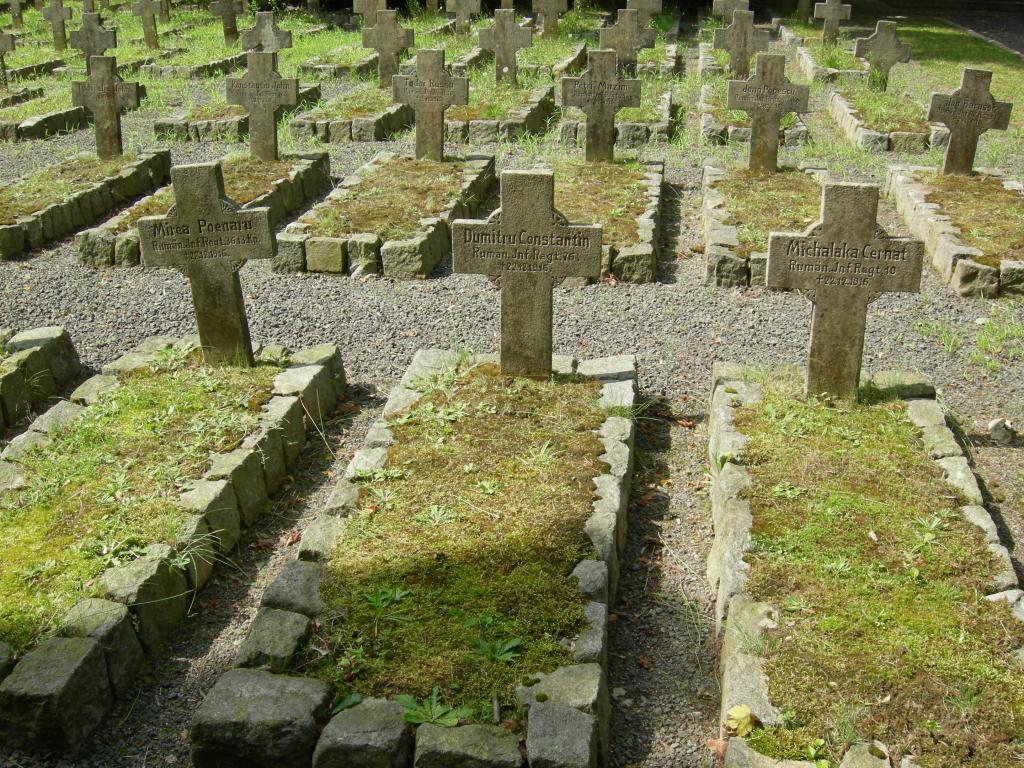
Cimetière de prisonniers roumains.
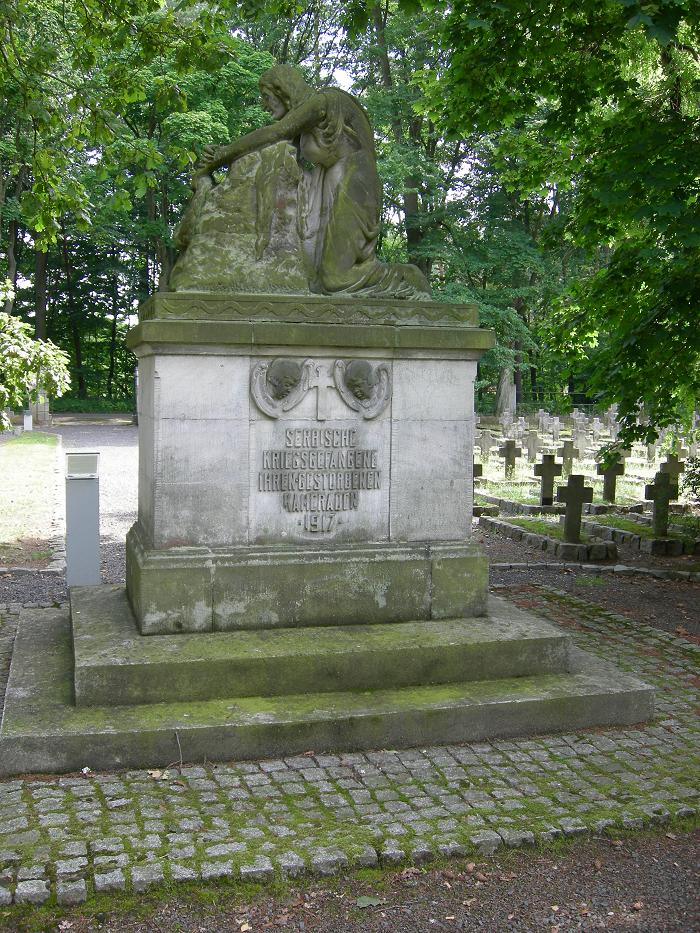
Monument à la mémoire des prisonniers serbes.
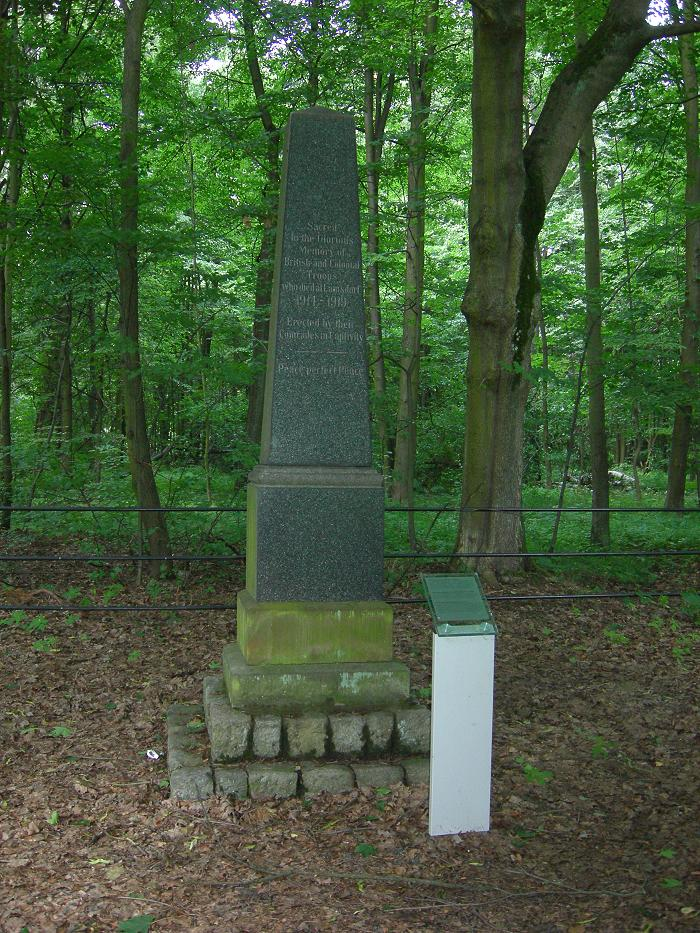
Monument à la mémoire des soldats des troupes coloniales britanniques.
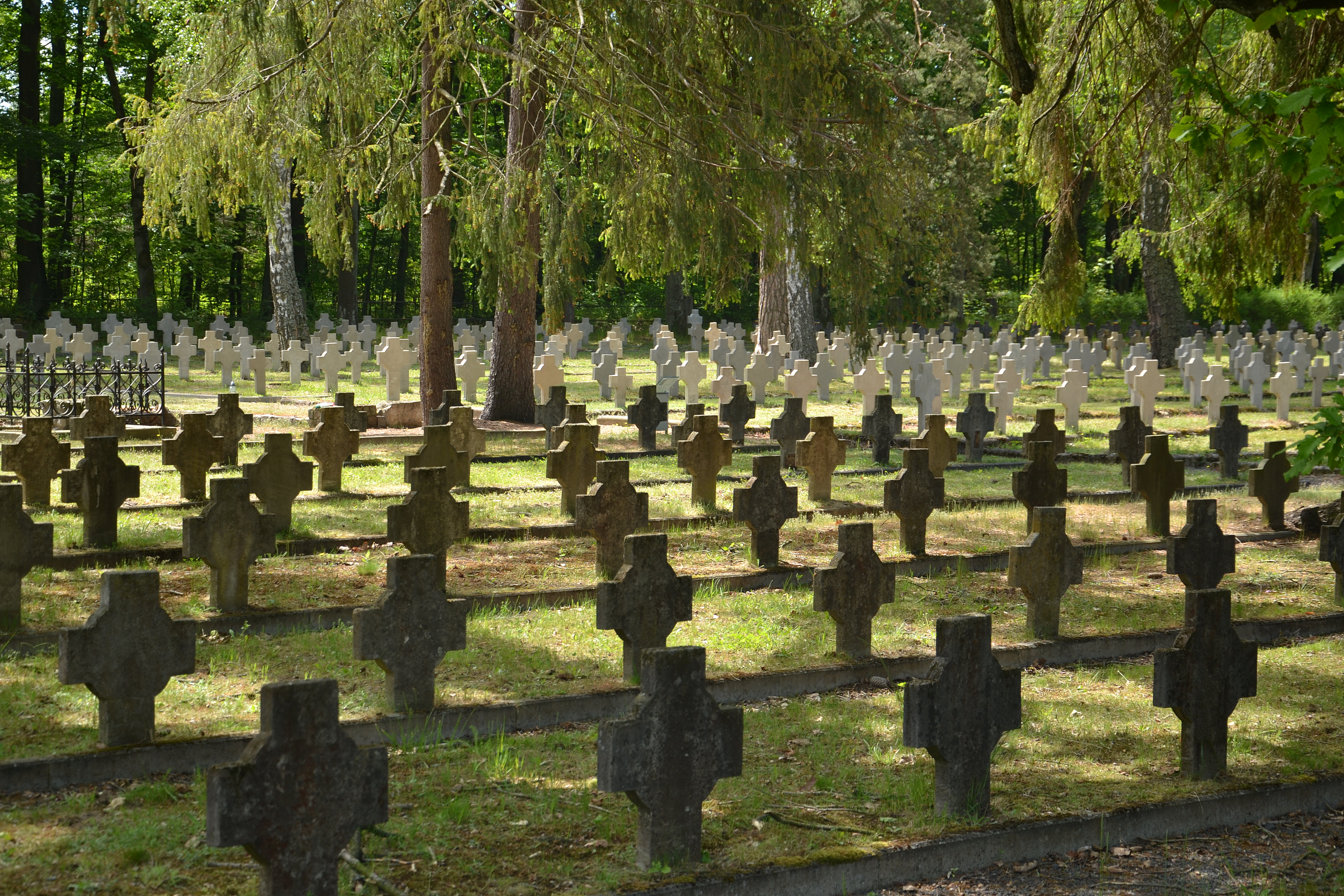
Le vieux cimetière de Lambinowice. Mai 2020.

## Stalag VIII-B
Le site de l'ancien stalag VIII-B est situé à l'ouest du grand cimetière sur le site de l'ancien camp Lager II qui accueillit les prisonniers de la Première Guerre mondiale puis des rapatriés allemands. Les nazis y implantèrent ensuite un camp de transit (Dulag), puis le stalag VIII-B.
Le premier groupe de prisonniers était constitué par 18 officiers, 940 soldats et 7 civils polonais qui arrivèrent au camp le 5 septembre 1939, soit 4 jours après le début de la guerre. Jusqu'au milieu de l'année 1940, seuls des soldats polonais furent internés. Les 2 726 premiers soldats anglais arrivèrent au Stalag en juin 1940. Ensuite, avec l'extension du conflit, des prisonniers français, belges, anglais, yougoslaves, grecs, américains et canadiens y seront internés. À cette époque, les Anglais représentaient les détenus les plus nombreux à tel point que l'on surnomma le camp Britlager.
Au milieu de l'année 1943, les Stalag VIII-B et Stalag 318/VIII-F de Lamsdorf et le Stalag VIII-D Teschen (Cieszyn) étaient les plus grands camps de prisonniers du Troisième Reich.
À la suite d'une réorganisation des camps de la 8e région militaire à la fin de 1943, le Stalag VIII-D fut renommé Stalag VIII-B et celui de Lamsdorf fut renommé Stalag 344.
Des bataillons de travailleurs dépendants du stalag VIII-B de Lamsdorf - BAB (Bau und Arbeitsbataillonen), formés de prisonniers anglais furent envoyés sur les sites de productions chimiques de Blechhammer (Blachownia Sląska).
En date de 2008, il ne reste pratiquement rien du stalag VIII-B si ce n'est quelques traces de fondations et des routes d'accès pavées menant sur le site de l'ancien camp.

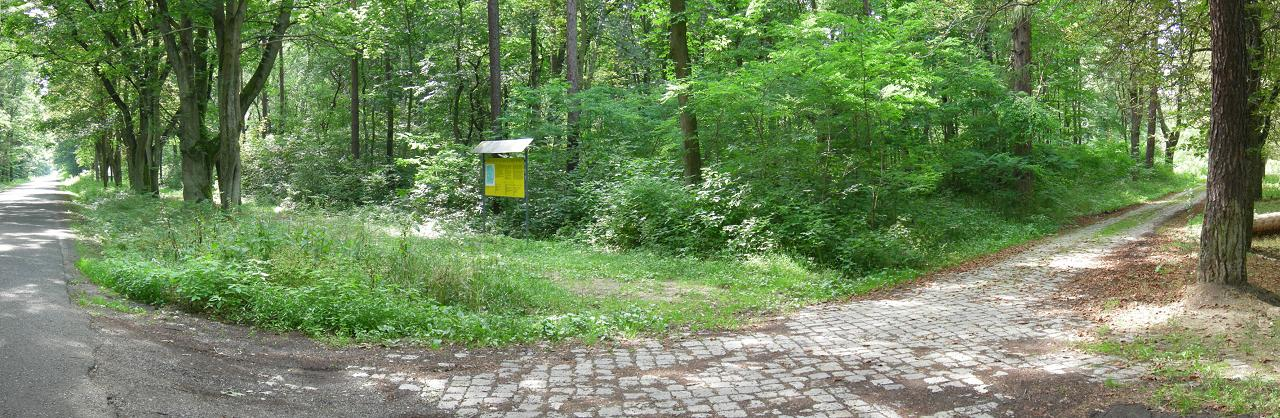
Site de l'ancien Stalag VIII-B de Lamsdorf.

## Stalag 318/VIII-F

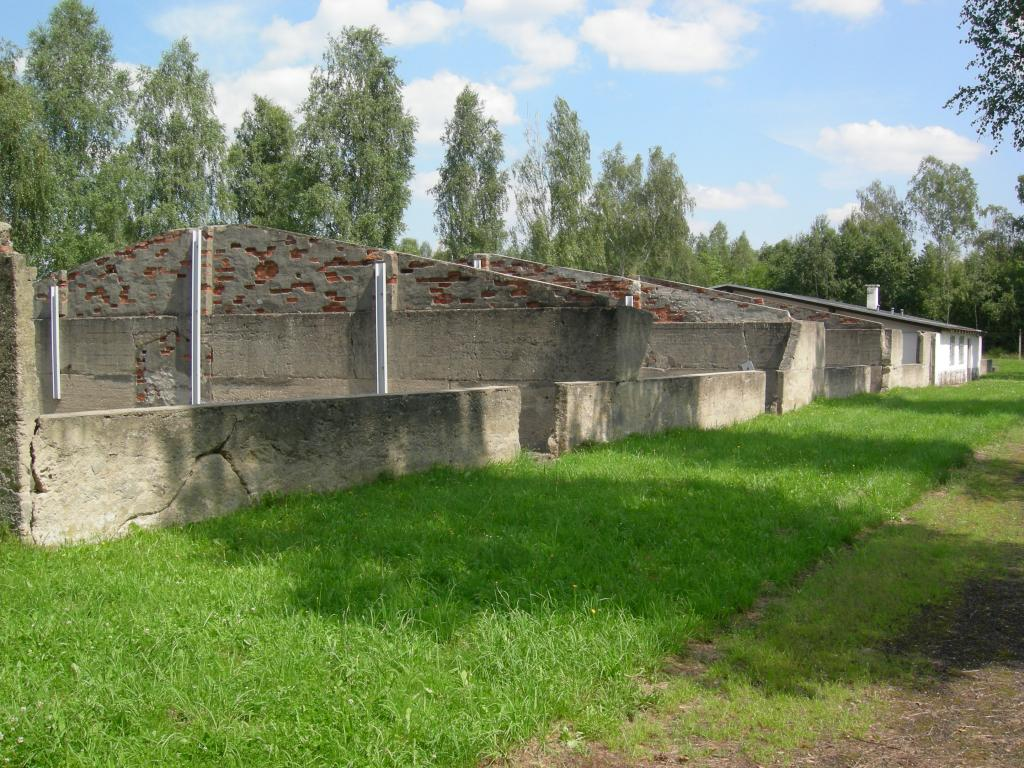
Site de l'ancien Stalag 318/VIII-F de Lamsdorf.

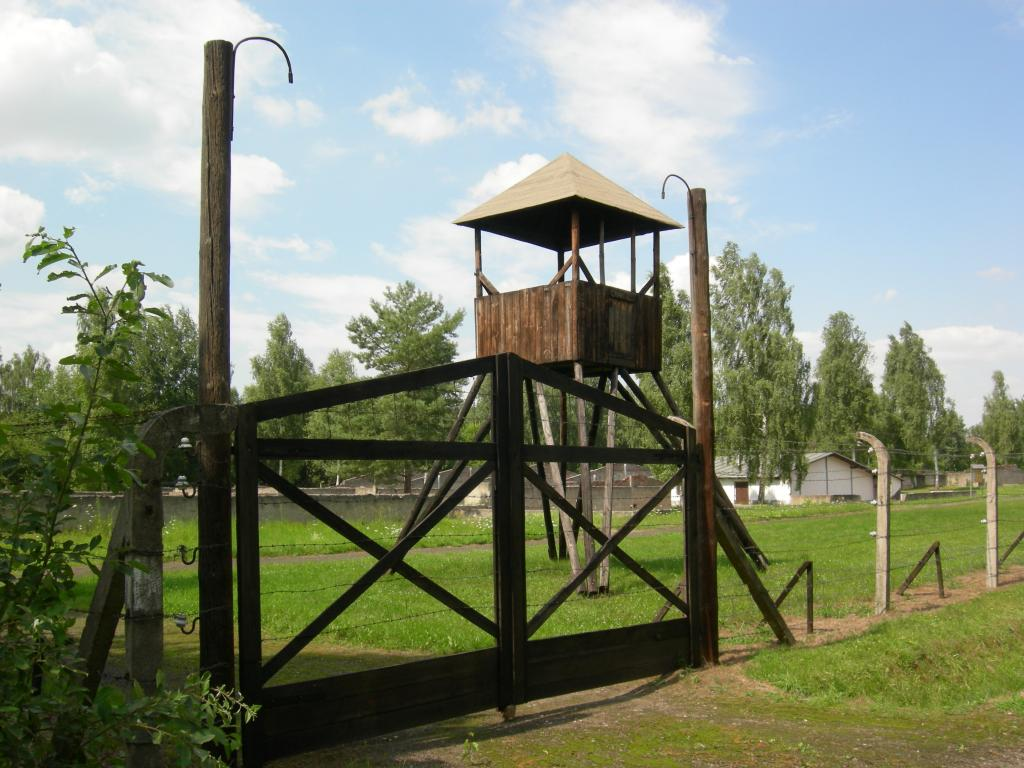
Site de l'ancien Stalag 318/VIII-F de Lamsdorf.

Ce stalag était situé à environ 1,5 km du Stalag VIII-B.
À l'origine, ce camp fut érigé pour recevoir les prisonniers de la Première Guerre mondiale. Il s'agissait des camps Lager V et Lager VI a. Ce sont des prisonniers russes qui furent surtout internés et qui subirent la plus rude expérience de captivité. Appelé à l'origine Stalag 318, le Stalag VIII-F était géré de manière autonome de juillet 1941 à juin 1943. Après la réorganisation de Lamsdorf de 1943, le camp aussi appelé plus communément Russenlager fut intégré au stalag VIII-B, puis au stalag 344 lors de la réorganisation des camps de la 8e région militaire.
Comme le camp était toujours en construction au printemps 1941 lors de l'arrivée des premiers prisonniers russes, ces derniers ne disposant pas d'abris vécurent dans des conditions très difficiles dans des tranchées qu'ils creusèrent eux-mêmes.
Ce camp fut la principale source de main d'œuvre pour l'agriculture et les mines silésiennes. Les prisonniers étaient sélectionnés en fonction de leur spécialités et compétences.
Environ 200 000 prisonniers russes qui séjournèrent au stalag VIII-F. 40 000 d'entre eux moururent à cause des très difficiles conditions de vie et de travail.
À la fin de l'année 1943, des prisonniers italiens furent également internés ainsi que 6 000 Polonais qui avaient combattu durant l'insurrection de Varsovie en 1944 et 1 500 insurgés slovaques.
Sur le site du camp, une stèle à la mémoire des insurgés polonais a été érigée en 1997.
En date de 2008, les vestiges de 20 baraques sont visibles. L'une d'elles a été restaurée en 1994.

## Le cimetière des prisonniers russes

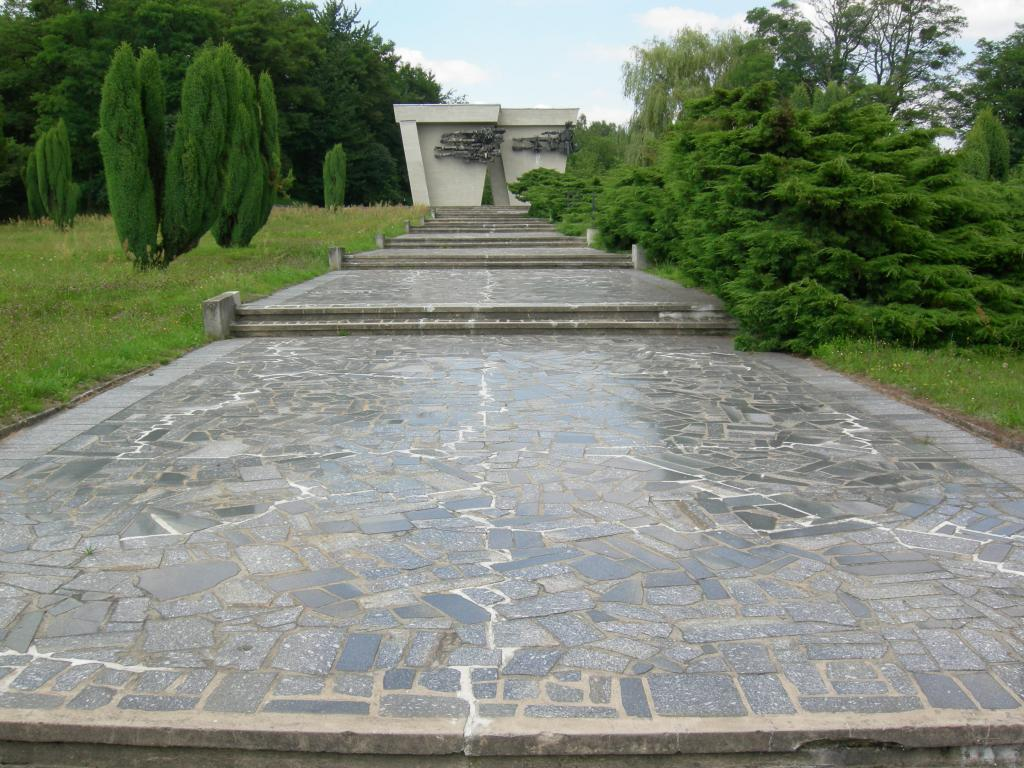
Le monument des prisonniers des camps de Lamsdorf sur le site des fosses communes russes.

Ce cimetière a été créé au cours de l'année 1942 non loin du Stalag VIII-F. Les vestiges des fosses communes ont été mises au jour en 1945 et des exhumations ont été menées par une commission spéciale envoyée d'URSS. De là on a pu établir qu'environ 40 000 prisonniers avaient été enterrés anonymement, ainsi que des Polonais enrôlés dans l'Armée rouge.
Les soldats russes ont été les seuls prisonniers du camp à être enterrés anonymement dans des fosses communes, durant le dernier conflit.
Un monument commémoratif dédié à la mémoire de tous les prisonniers des camps de Lamsdorf de la Seconde Guerre mondiale a été érigé en 1964. De part et d'autre de ce monument reposent les restes des milliers de prisonniers russes.

## Le camp polonais d'internement pour civils allemands

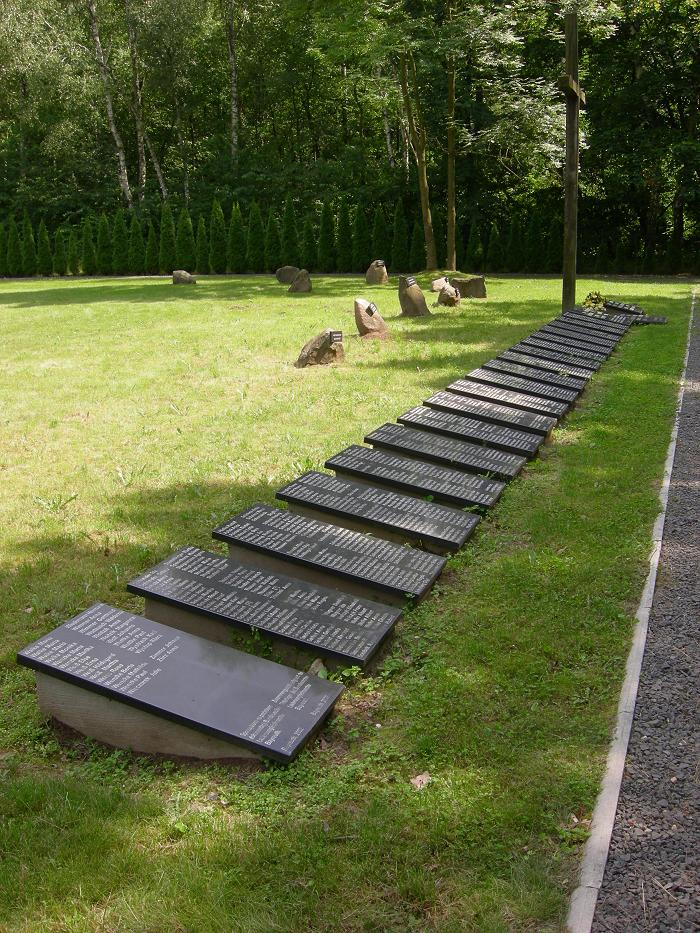
Cimetière allemand des victimes du camp de travail après la Seconde Guerre mondiale.

Durant l'après-guerre de 1945 à 1946, un camp d'internement fut constitué par les Polonais. Il accueillit des rapatriés allemands qui constituaient l'essentiel de sa population qui provenait des localités avoisinantes.
100 familles internées dans le camp se déclarèrent polonaises et devinrent les kapos du camp. La population allemande de 14 villages (Neuleippe, Bielitzfelde, Ellguth-Hammer, Steinau, Lippen, Jatzdorf, Groditz, Kleuschnitz, Jakobsdorf, Gross-Mangersdorf, Goldmoor, Hilberdorf, Arnsdorf et Lamsdorf) fut internée dans le camp. Les bébés et les enfants inaptes à se débrouiller seuls étaient tués dès leur arrivée. La seule journée du 4 octobre 1945, 516 détenus furent brûlés vifs ou fusillés. Chaque matin, « les exercices de gymnastique » se soldaient par une dizaine de morts, essentiellement des vieillards. La totalité des femmes et des adolescentes à partir de 14 ans furent victimes de viols collectifs. Au moins 288 enfants sur les 828 déportés moururent de froid ou sous les coups, quelques-uns furent arrachés à leur famille et « adoptés » par des familles polonaises.
Un monument érigé en 1995 rappelle le souvenir de ces victimes. En 1999, a été aménagé un cimetière d'où se dressent 19 stèles de marbre à la mémoire de 1 137 Allemands identifiés morts entre 1945 et 1946 dans le camp de travail de Łambinowice et enterrés là, sur les 3 292 Allemands officiellement décédés dans ce camp, le bilan réel étant de 6 600 morts.